# Phyllichthys sclerolepis
Phyllichthys sclerolepis är en fiskart som först beskrevs av Macleay, 1878.  Phyllichthys sclerolepis ingår i släktet Phyllichthys och familjen tungefiskar. Inga underarter finns listade i Catalogue of Life.